# 두만강
두만강(豆滿江, 만주어: ᡨᡠᠮᡝᠨ

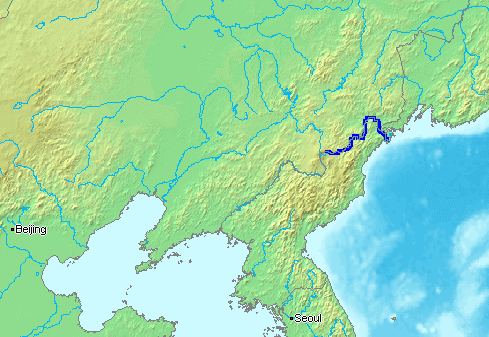
두만강의 위치

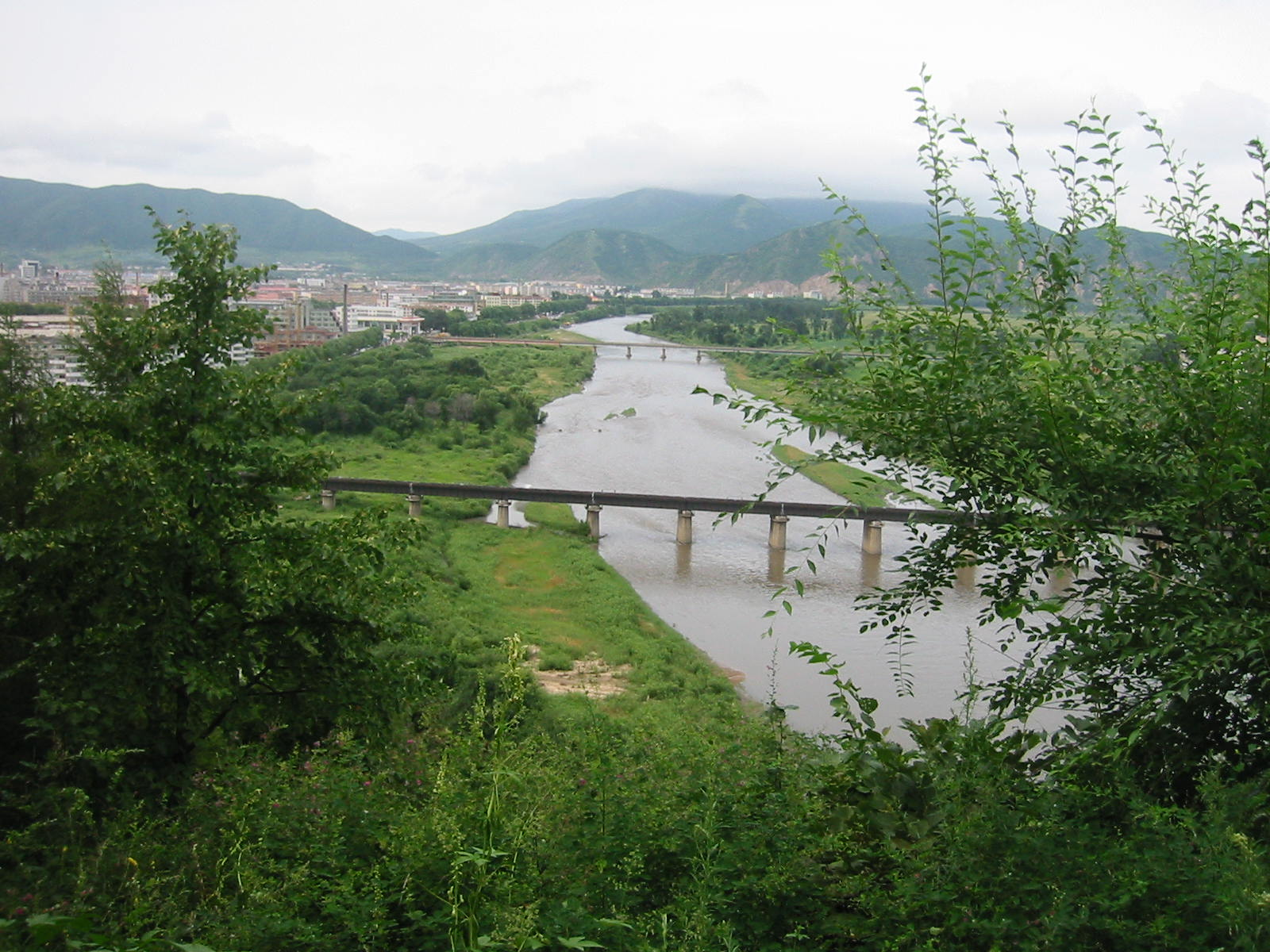
두만강 图们江

ᠪᡳᡵᠠ Tumen Bira, 중국어 간체자: 图们江, 정체자: 圖們江, 병음: Túmenjiāng 투먼장[*], 러시아어: Туманная 투만나야[*])은 백두산의 동쪽 기슭에서 발원하여 동해로 유입되는 강으로, 중화인민공화국, 러시아와의 국경을 이룬다.

## 지리
두만강은 백두산의 동쪽 기슭에서 발원하는 홍토수(紅土水)를 원류로, 석을수(石乙水), 홍단수(紅端水), 서두수(西頭水), 홍기하(紅旗河), 하이란강(해란강, 海蘭江), 가야하(嘎呀河, 알아하), 훈춘하(琿春河)등의 지류와 합쳐져 동해로 흘러드는 547 km(서두수의 발원지부터는 610 km)의 강이다. 유역은 33,800 km²이며,《한청문감(漢淸文鑑)》 만주지명고(滿洲地名考)에서 지리명이 유래되었다.
남쪽은 조선민주주의인민공화국 량강도, 함경북도, 라선시에 속하고, 북쪽은 중화인민공화국 지린성 옌볜 조선족 자치주이다. 강의 하구는 조선민주주의인민공화국 라선시와 러시아 하산스키 군 사이의 국경이다.

## 명칭
두만강은 두만(豆滿), 도문(圖們) 외에도 역사적으로 두만(豆漫, 豆慢), 도문(徒門), 통문(統門), 토문(土門) 등으로 불리었는데, 이는 만주어의 음역에서 비롯된 것이다. '두만'의 원래 뜻은 만주어로 '만(萬)'을 뜻하는 투먼(tumen)에서 유래되었다.

## 녹둔도
두만강 하구에는 15세기 초부터 19세기까지 조선의 영토였던 녹둔도(鹿屯島)가 있었다. 녹둔도는 약 4 km2였던 것으로 추정되는 두만강 하류의 섬으로, 이 섬은 두만강의 퇴적작용에 의하여 18세기에 연해주와 연륙(連陸)되어 육지가 되었다. 1860년 베이징 조약으로 연해주를 차지한 러시아제국은 연해주에 붙은 녹둔도까지 점령하였다.

## 같이 보기
- 조선-러시아 우정의 다리
- 백두산
- 육진
- 광역두만개발계획
- 녹둔도
- 라선시
- 함경북도